# 愛絲普蕾

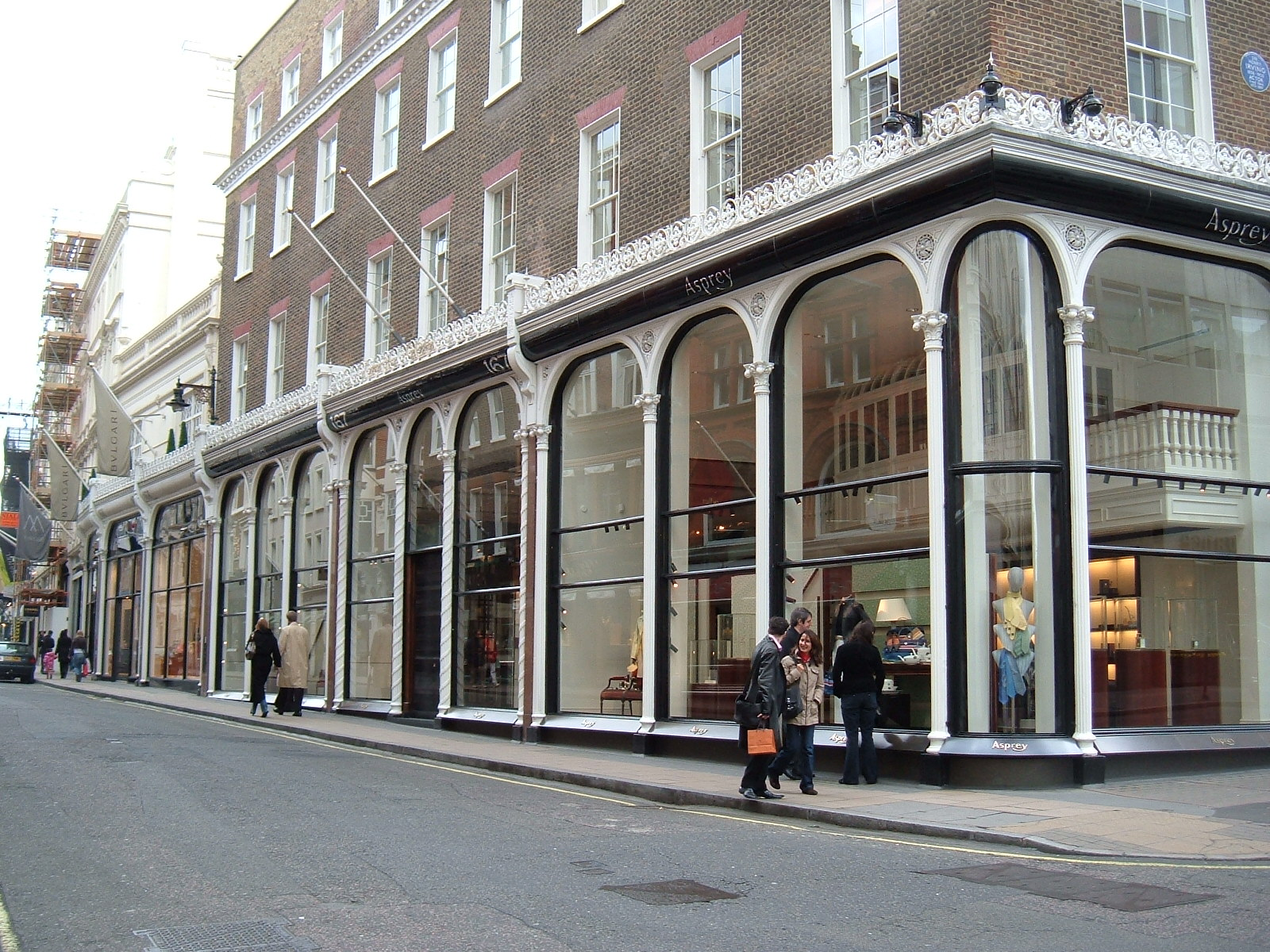
邦德街上的愛絲普蕾

愛絲普蕾（Asprey International Limited，原稱：Asprey & Garrard Limited）是一家總部位於英國倫敦的珠寶設計、製造和零售商。其旗艦店位於倫敦的邦德街。該公司亦負責給世界各國皇室織造冠冕和權杖。
愛絲普蕾在1781年由威廉·阿斯普雷（William Asprey）成立於薩里郡的米查姆，1847年搬到現址邦德街167號 。1862年獲得維多利亞女王的皇家認證，隨後再得威爾斯親王（即後來的愛德華七世）的皇家認證。隨著不斷收購兼併愛絲普蕾的經營範圍也逐漸擴大，20世紀時已經國際馳名。

## 外部連結
维基共享资源上的相關多媒體資源：愛絲普蕾
- 官方网站

51°30′36″N 0°08′33″W / 51.51000°N 0.14250°W